# Macrosteles curvatus
Macrosteles curvatus är en insektsart som beskrevs av Bryan Patrick Beirne 1952. Macrosteles curvatus ingår i släktet Macrosteles och familjen dvärgstritar. Inga underarter finns listade i Catalogue of Life.